# Уряд Австрії
Федеральний уряд Австрії (нім. Österreichische Bundesregierung) — вищий орган виконавчої влади Австрії.

## Діяльність
Президент і уряд разом утворюють виконавчу гілку влади Австрії. Президент може усунути з посади Канцлера і/або увесь уряд за своїм бажанням. Уряд скликається для регулярних нарад, та формально вважається Радою міністрів. Канцлер головує на засіданнях кабінету як перший серед рівних без повноважень прийняття рішень. Кожен федеральний міністр також несе відповідальність за власне міністерство, та може мати державних секретарів (молодших міністрів), які також беруть участь в засіданнях кабінету, але не вважаються членами уряду, і не мають права голосу під час засідань кабінету.
Канцлер та інші члени уряду призначаються президентом. Це закріплено в 70 статті [Архівовано 4 березня 2016 у Wayback Machine.] Конституції 1929 року.

## Голова уряду
- Канцлер — Александер Шалленберг (нім. Sebastian Kurz).
- Віце-канцлер — Гартвіґ Лоґер (нім. Hartwig Löger).

## Кабінет міністрів
Нинішній уряд Австрії коаліційний, сформований правими партіями Австрійською народною (ÖVP) і екологічною партією зелених (GRÜNE). Був призначений 18 грудня 2019 року президентом Александром ван дер Белленом (GRÜNE). Склад чинного уряду подано станом на 27 грудня 2019 року.
| Логотип | Міністерство | Міністр                                        | Фото | Час на посаді  | Час на посаді | Партія | Партія                      | Вебсайт                                           |
| ------- | --- | ---------------------------------------------- | ---- | -------------- | ------------- | ------ | --------------------------- | ------------------------------------------------- |
|         | Міністерство закордонних справ (Bundesministerium für Europa, Integration und Äußeres)                                                                      | Александер Шалленберг (Alexander Schallenberg) |      | 3 червня 2019  | —             |        | незалежний кандидат від ÖVP | [Архівовано 23 грудня 2017 у Wayback Machine.]    |
|         | Міністерство внутрішніх справ (Bundesministerium für Inneres)                                                                                               | Карл Негаммер (Karl Nehammer)                  |      | 7 січня 2020   | —             |        | ÖVP                         | [Архівовано 3 січня 2018 у Wayback Machine.]      |
|         | Міністерство юстиції (Bundesministerium für Justiz) | Альма Задіч (Alma Zadić)                       |      | 7 січня 2020   | —             |        | GRÜNE                       | [Архівовано 1 жовтня 2009 у Wayback Machine.]     |
|         | Міністерство фінансів (Bundesministerium für Finanzen) | Магнус Бруннер (Hartwig Löger)                 |      | 6 грудня 2021  | —             |        | кандидат від ÖVP            | [Архівовано 9 січня 2018 у Wayback Machine.]      |
|         | Міністерство праці, соціальної політики і захисту споживачів (Bundesministerium für Arbeit, Soziales und Konsumentenschutz)                                 | Беате Хартінгер-Кляйн (Beate Hartinger-Klein)  |      | 18 грудня 2017 | —             |        | FPÖ                         | [Архівовано 15 грудня 2019 у Wayback Machine.]    |
|         | Міністерство сільського і лісового господарства, екології та водних ресурсів (Bundesministerium für Land- und Forstwirtschaft, Umwelt und Wasserwirtschaft) | Елізабет Кьостінгер (Elisabeth Köstinger)      |      | 18 грудня 2017 | —             |        | ÖVP                         | [Архівовано 4 грудня 2017 у Wayback Machine.]     |
|         | Міністерство оборони (Bundesministerium für Landesverteidigung)                                                                                             | Клаудія Таннер (Klaudia Tanner)                |      | 6 січня 2020   | —             |        | ÖVP                         | [Архівовано 5 лютого 2016 у Wayback Machine.]     |
|         | Міністерство транспорту, інновацій і технологій (Bundesministerium für Verkehr, Innovation und Technologie)                                                 | Леонора Гевсслер (Norbert Hofer)               |      | 7 січня 2020   | —             |        | FPÖ                         | [Архівовано 30 листопада 2017 у Wayback Machine.] |
|         | Міністерство освіти (Bundesministerium für Bildung) | Гайнц Фассманн (Heinz Fassmann)                |      | 18 грудня 2017 | —             |        | кандидат від ÖVP            | [Архівовано 3 січня 2018 у Wayback Machine.]      |
|         | Міністерство науки, досліджень і економіки (Bundesministerium für Wissenschaft, Forschung und Wirtschaft)                                                   | Маргарете Шрамбьок (Margarete Schramböck)      |      | 18 грудня 2017 | —             |        | кандидат від ÖVP            | [недоступне посилання з травня 2019]              |
|         | Міністерство у справах сім'ї та молоді | Джуліан Богнер-Штраус (Juliane Bogner-Strauß)  |      | 18 грудня 2017 | —             |        | ÖVP                         |                                                   |
|         | Міністерство культури, мистецтв, конституції та медіа | Гернот Блюмель (Gernot Blümel)                 |      | 18 грудня 2017 | —             |        | ÖVP                         |                                                   |

## Будівля уряду

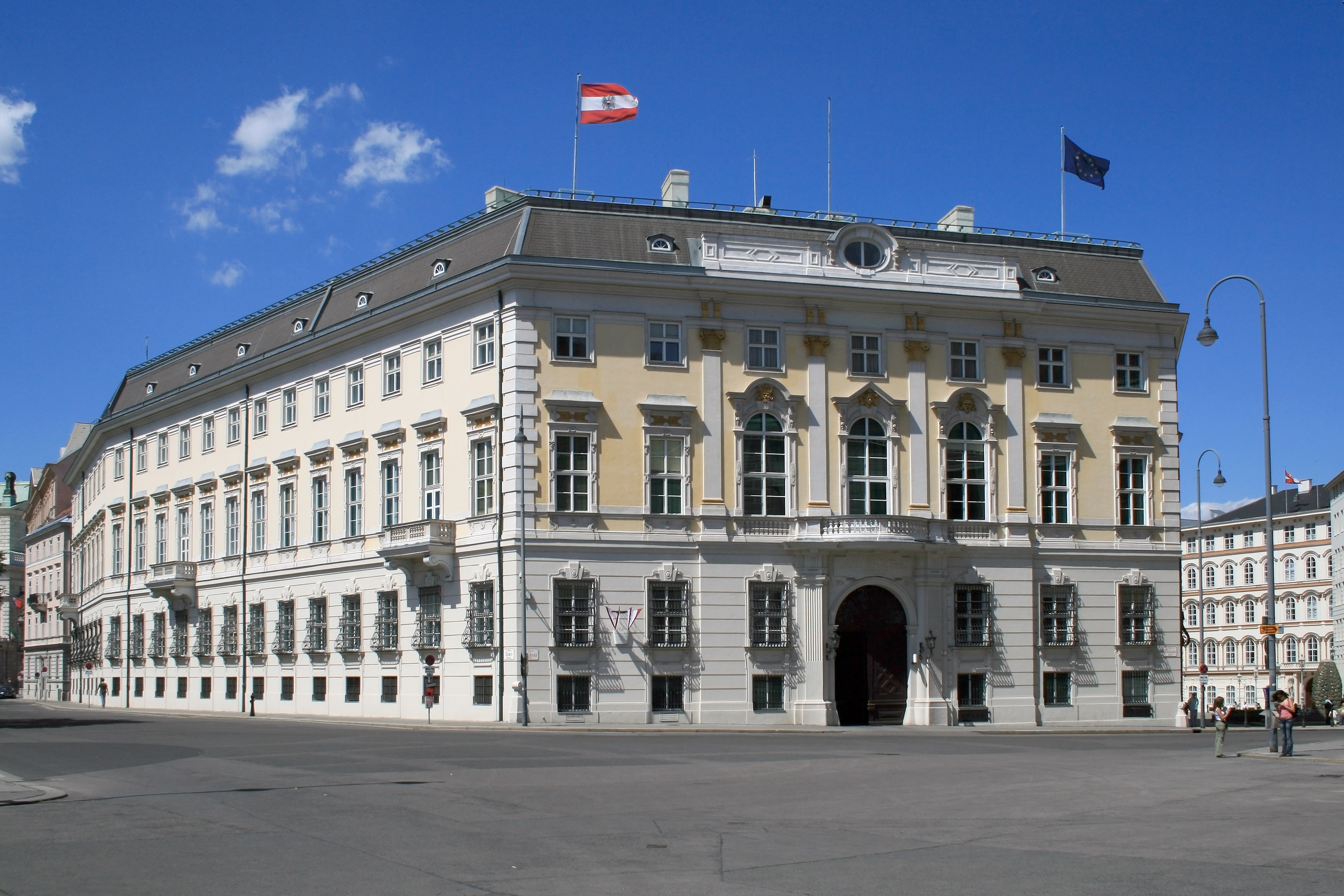
Будівля австрійського уряду

## Історія
| Уряди Австрії | |                                     |                          |               |
|               | Назва уряду | Термін                              | Канцлер                  | Партії        |
|               | Реннера | 27 квітня 1945 — 20 грудня 1945     | Карл Реннер              | ÖVP, SPÖ, KPÖ |
|               | Фіґля I | 20 грудня 1945 — 8 листопада 1949   | Леопольд Фіґль (ÖVP)     | ÖVP, SPÖ, KPÖ |
|               | Фіґля II | 8 листопада 1949 — 28 жовтня 1952   | Леопольд Фіґль (ÖVP)     | ÖVP, SPÖ      |
|               | Фіґля III | 28 жовтня 1952 — 2 квітня 1953      | Леопольд Фіґль (ÖVP)     | ÖVP, SPÖ      |
|               | Рааба I | 2 квітня 1953 — 29 червня 1956      | Юліус Рааб (ÖVP)         | ÖVP, SPÖ      |
|               | Рааба II | 29 червня 1956 — 16 липня 1959      | Юліус Рааб (ÖVP)         | ÖVP, SPÖ      |
|               | Рааба III | 16 липня 1959 — 3 листопада 1960    | Юліус Рааб (ÖVP)         | ÖVP, SPÖ      |
|               | Рааба IV | 3 листопада 1960 — 11 квітня 1961   | Юліус Рааб (ÖVP)         | ÖVP, SPÖ      |
|               | Горбаха I | 11 квітня 1961 — 27 березня 1963    | Альфонс Горбах (ÖVP)     | ÖVP, SPÖ      |
|               | Горбаха II | 27 березня 1963 — 2 квітня 1964     | Альфонс Горбах (ÖVP)     | ÖVP, SPÖ      |
|               | Клауса I | 2 квітня 1964 — 19 квітня 1966      | Йозеф Клаус (ÖVP)        | ÖVP, SPÖ      |
|               | Клауса II | 19 квітня 1966 — 21 квітня 1970     | Йозеф Клаус (ÖVP)        | ÖVP           |
|               | Крайського I | 21 квітня 1970 — 4 листопада 1971   | Бруно Крайський (SPÖ)    | SPÖ           |
|               | Крайського II | 4 листопада 1971 — 28 жовтня 1975   | Бруно Крайський (SPÖ)    | SPÖ           |
|               | Крайського III | 28 жовтня 1975 — 5 червня 1979      | Бруно Крайський (SPÖ)    | SPÖ           |
|               | Крайського IV | 5 червня 1979 — 24 травня 1983      | Бруно Крайський (SPÖ)    | SPÖ           |
|               | Зіноваца | 24 травня 1983 — 16 червня 1986     | Фред Зіновац (SPÖ)       | SPÖ, FPÖ      |
|               | Враніцкі I | 16 червня 1986 — 21 січня 1987      | Франц Враніцкі (SPÖ)     | SPÖ, FPÖ      |
|               | Враніцкі II | 21 січня 1987 — 17 грудня 1990      | Франц Враніцкі (SPÖ)     | SPÖ, ÖVP      |
|               | Враніцкі III | 17 грудня 1990 — 29 листопада 1994  | Франц Враніцкі (SPÖ)     | SPÖ, ÖVP      |
|               | Враніцкі IV | 29 листопада 1994 — 12 березня 1996 | Франц Враніцкі (SPÖ)     | SPÖ, ÖVP      |
|               | Враніцкі V | 12 березня 1996 — 28 січня 1997     | Франц Враніцкі (SPÖ)     | SPÖ, ÖVP      |
|               | Кліма | 28 січня 1997 — 4 лютого 2000       | Віктор Кліма (SPÖ)       | SPÖ, ÖVP      |
|               | Шюсселя I | 4 лютого 2000 — 28 лютого 2003      | Вольфганг Шюссель (ÖVP)  | ÖVP, FPÖ      |
|               | Шюсселя II | 28 лютого 2003 — 11 січня 2007      | Вольфганг Шюссель (ÖVP)  | ÖVP, FPÖ, BZÖ |
|               | Гузенбауера | 11 січня 2007 — 2 грудня 2008       | Альфред Гузенбауер (SPÖ) | SPÖ, ÖVP      |
|               | Файманна I | 2 грудня 2008 — 16 січня 2013       | Вернер Файманн (SPÖ)     | SPÖ, ÖVP      |
|               | Файманна II | 16 грудня 2013                      | Вернер Файманн (SPÖ)     | SPÖ, ÖVP      |
|               | Джерело: Kanzler und Regierungen seit 1945. Federal Chancellery of Austria Web Site. Vienna, Federal Chancellery of Austria 2006. German [Архівовано 24 квітня 2016 у Wayback Machine.] English [Архівовано 4 серпня 2012 у Wayback Machine.] |                                     |                          |               |